# Konrad Lorenz

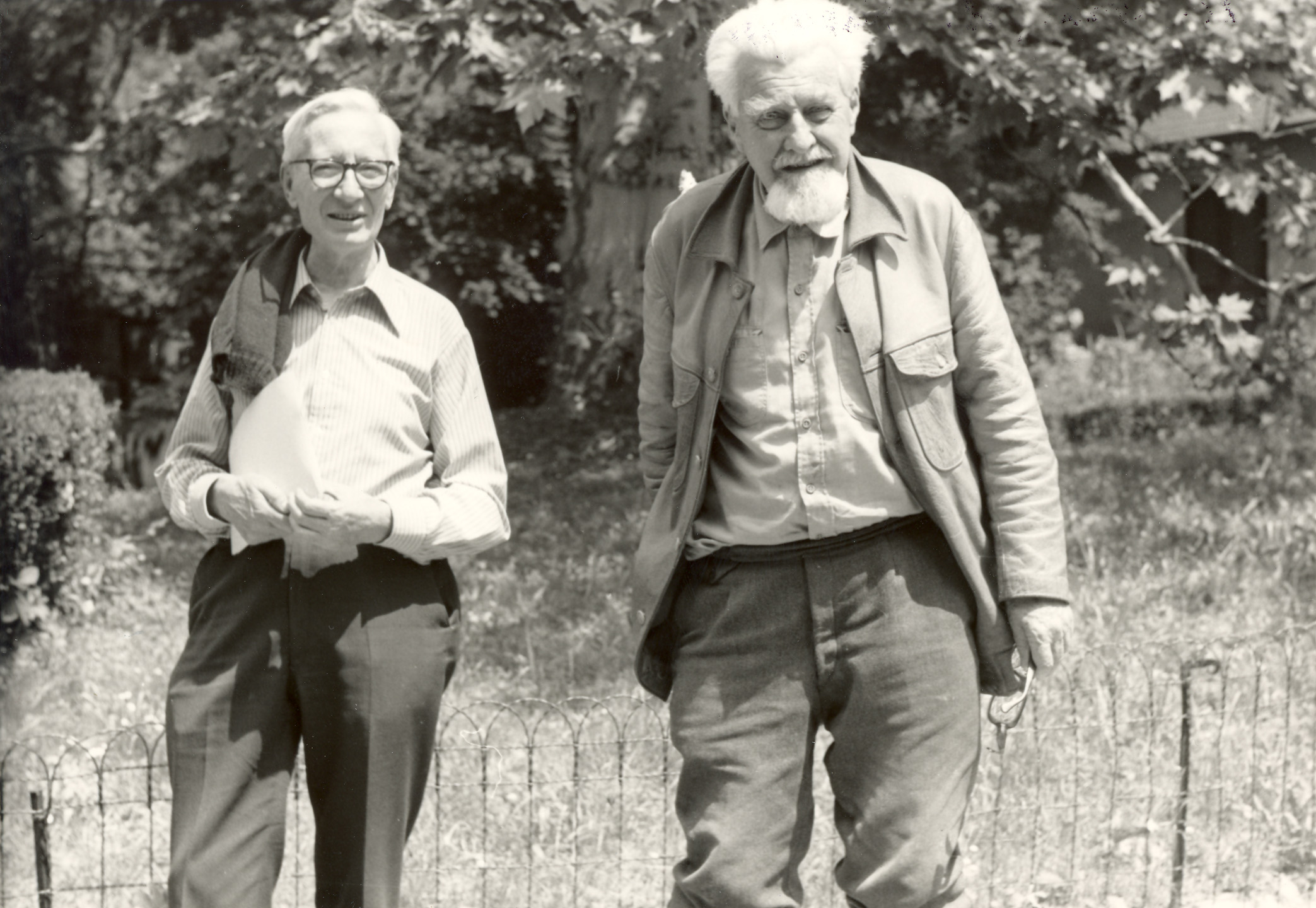
Konrad Lorenz (till höger) och Nikolaas Tinbergen.

Konrad Zacharias Lorenz, född 7 november 1903 i Wien, död 27 februari 1989 i Wien, var en österrikisk zoolog och etolog. Han var son till Adolf Lorenz. 

## Biografi
Lorenz grundade etologin, den biologiska inriktningen i studiet av djurens beteende. Detta och andra studier gjorde att han tillsammans med den holländske zoologen Nikolaas Tinbergen och den tyske insektsforskaren Karl von Frisch mottog Nobelpriset i fysiologi eller medicin år 1973, med motiveringen: "for their discoveries concerning organization and elicitation of individual and social behaviour patterns." Mot den då förhärskande uppfattningen att djurens beteende i allt väsentligt var inlärt hävdade han att det hade en genetisk grund, att ett beteende som t.ex. fåglarnas flygande kunde utföras utan någon föregående träning, men att det givetvis modifierades efter varje individs särskilda egenskaper (tyngdpunkt, vingyta etc). Han beskrev också präglingen, den inlärningsmekanism som gör att ett ungt djur snabbt (och definitivt) kan lära sig hur den egna arten ser ut, hur man skall sjunga, vad som är farligt och ofarligt etc. Han var även den första att använda ordet mobbning, beteendet när sociala djur gemensamt anfaller och driver bort inte bara fiender (rovdjur) utan också djur av samma art som uppför sig på ett avvikande sätt. Han intresserade sig under senare tid för människans (och djurens) förmåga att uppleva och förstå verkligheten, i anslutning till Kant, och hans bok "Spegelns baksida" var en viktig start på det som kom att kallas "evolutionär epistemologi". År 1938 gick han med i NSDAP och han stödde deras idéer om rashygien, vilket han senare djupt beklagade som ett avgörande misstag. Under de sista åren av sitt liv stödde han det österrikiska gröna partiet, särskilt i deras motstånd mot kärnkraft i Österrike. Hans böcker, särskilt i "I samspråk med djuren", har fått världsvid spridning och utges fortfarande.
Lorenz invaldes 1968 som utländsk ledamot av Kungliga Vetenskapsakademien.

## Utmärkelser
Asteroiden 3861 Lorenz är uppkallad efter honom.